# Puente Duke Ellington
El puente Duke Ellington, llamado así por el pianista de jazz estadounidense Duke Ellington, lleva Calvert Street NW sobre Rock Creek en Washington D. C. (Estados Unidos). Conecta la calle 18 NW en Adams Morgan con la avenida Connecticut NW en Woodley Park, justo al norte del Puente Taft.

## Descripción e historia
Originalmente llamado "Calvert Street Bridge", fue diseñado por Paul Philippe Cret en un estilo neoclásico y construido en 1935. Se volvió a dedicar como Duke Ellington Bridge luego de la muerte del famoso líder de la banda nativo de Washington en 1974. Es una estructura de piedra caliza con tres elegantes arcos fr 45 m. Hay cuatro relieves escultóricos en los pilares que miden tres pies de alto por cuatro pies de ancho. Los relieves clásicos de Leon Hermant representan los cuatro modos de viaje: automóvil, tren, barco y avión.
El puente reemplazó a uno construido en 1891 por Rock Creek Railway para transportar tranvías. Este era un puente de caballetes de acero con plataforma de madera, de 229 m de largo y 40 m alto. Para evitar la interrupción del servicio de tranvía, el viejo puente se movió 24 m al sur durante la construcción del nuevo puente Calvert Street de reemplazo; sin embargo, el servicio de tranvía se interrumpió antes de que se abriera el nuevo puente.